# Marcha Eslava

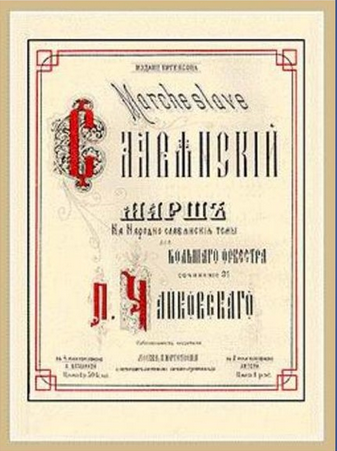
Marcha Eslava, 1876

La Marcha Eslava en Si bemol menor, Op. 31 (también comúnmente conocida por su nombre en francés Marche slave) o Marcha Serbo-Ruso, es una composición orquestral de Piotr Ilich Tchaikovski.
En junio de 1875, después de que los soldados turcos mataran a un gran número de eslavos cristianos que se habían rebelado contra el Imperio otomano y fueran apoyados por países como Austria y Rusia, Serbia declaró la guerra a Turquía. Muchos rusos se solidarizaron con los que consideraban sus colegas eslavos, y enviaron soldados voluntarios y de ayuda al Reino de Serbia. En la lucha siguiente el ejército serbio fue rápidamente derrotado por los turcos.
Nikolái Rubinstein, un amigo cercano de Chaikovski, le pidió componer una pieza para un concierto de beneficencia para los voluntarios rusos heridos. En un arranque de patriotismo, Chaikovski, compuso y orquestó la que fue conocida como la "Marcha serbo-rusa" (más tarde conocida como "Marcha Eslava") en sólo cinco días. La pieza fue estrenada en Moscú el 17 de noviembre de 1876 para una cálida acogida del público.

## Descripción
La marcha es muy programática en su forma y organización. En la primera sección se describe la opresión de los serbios por los turcos. Utiliza dos canciones serbias populares. La primera "Sol brillante, ya no brillas igual" (en serbio: "Sunce jarko, ne sijaš jednako") se interpreta desde el principio, con la dirección de Chaikovski, "a la velocidad de una marcha fúnebre". La segunda canción popular "Con mucha alegría el serbio se convierte en un soldado" (en serbio: "Rado ide Srbin u vojnike") es más optimista en su carácter. En el episodio siguiente, que describe las atrocidades en los Balcanes, en la que Chaikovski utiliza su dominio de la orquesta para crear un tremendo clímax, en el punto en el cual la primera canción popular vuelve, las trompetas tocan fortísimo como un grito de auxilio. El tempestuoso ánimo se amaina dando paso a la segunda sección en clave relativamente más importante, que describe a la reunión rusa para ayudar a los serbios. Esto se basa en una simple melodía con el carácter rústico de una danza que desfila alrededor de la orquesta hasta que finalmente da paso a una declaración solemne del himno nacional ruso "Dios salve al zar". La tercera sección de la pieza es una repetición del furioso clímax orquestal de Chaikovski, reiterando el grito de ayuda serbio. La última sección describe la marcha de los voluntarios rusos para ayudar a los serbios. Utiliza un tono ruso, esta vez en una clave de un tono más importante e incluye otra ardiente versión de "Dios salve al zar" profetizando el triunfo de la población eslava sobre la tiranía. La obertura se completa con una virtuosa coda de la orquesta completa.
La pieza mantiene algunas relaciones con la Obertura 1812, con la que se relaciona frecuentemente en su diseño.

## Grabaciones notables
- Sir Adrian Boult conduciendo la Orquesta Filarmónica de Londres.
- Antal Dorati conduciendo la Orquesta Sinfónica de Detroit.
- Charles Dutoit conduciendo la Orquesta Sinfónica de Montreal.
- Herbert von Karajan conduciendo la Filarmónica de Berlín.
- Fritz Reiner conduciendo la Orquesta Sinfónica de Chicago.
- Leopold Stokowski conduciendo la Orquesta Sinfónica de Londres.
- Neeme Järvi conduciendo la Göteborgs Symfoniker.
- Cesar Ivan Lara conduciendo la Orquesta Sinfónica Juvenil de Caracas.

## Instrumentación
La marcha es tocada por 2 flautas, 2 flautines, 2 oboes, 2 clarinetes en Si bemol, 2 fagots, 4 trompas en Fa, 2 cornetas en Si bemol, 2 trompetas en Si bemol, 3 trombones (2 tenores, 1 bajo), 1 tuba, 3 timbales, cajas orquestales, platillos, bombos, gongs, e instrumentos de cuerdas.